# Sandra Minnert
Sandra Minnert (Gedern, 7 aprile 1973) è un'ex calciatrice tedesca, di ruolo difensore.

## Biografia
Nel 2014 ha fondato la scuola calcio Sandra Minnert. È cittadina onoraria di Ortenberg, in Assia. È lesbica: nel 2015 ha sposato la compagna Larissa Kuncz, ex giocatrice di pallamano.

## Carriera

### Calciatrice

#### Club
Nata a Gedern, nell'allora Germania Ovest nel 1973, inizia a giocare a calcio nel 1979, a 6 anni, con il Gelhaar/Usenborn, dove rimarrà fino a 15 anni, nel 1987, quando passa al Bleichenbach. Nel 1990 si trasferisce al FSV Francoforte, dove gioca nella neonata Frauen-Bundesliga, che vincerà 2 volte in 9 anni di permanenza (Nel 1995
e nel 1998). In nerazzurro si aggiudica anche 3 Coppe di Germania (1992, 1995 e 1996). Nella stagione 1999-2000 gioca al Siegen, concludendo il campionato al terzo posto, ottenendo 11 presenze e 4 reti. Nel 2000 ritorna a Francoforte, stavolta all'1. FFC Francoforte. Rimarrà 4 anni, con una parentesi negli Stati Uniti, al Wash. Freedom nel 2003, dove vinse il campionato WUSA, poi chiuso per problemi finanziari dopo quella stagione, battendo in finale play-off l'Atlanta Beat. In bianconero gioca 67 partite e segna 7 gol, e fa il double Bunsdesliga-Coppa di Germania nel 2001, 2002 e 2003. Inoltre, nel 2002, ha vinto la prima edizione della Women's Cup, battendo 2-0 in finale le svedesi dell'Umeå IK.
Nel 2004 va a giocare al Bad Neuenahr. Debutta il 5 settembre, nel successo casalingo per 3-1 sul Friburgo in campionato, giocando tutti i 90 minuti. Segna il suo primo gol il 10 ottobre, realizzando la rete della vittoria per 2-1 sul campo del Wolfsburg in Bundesliga all'88'. Si ritira nel 2008, a 35 anni, dopo 65 presenze e 7 reti con il Bad Neuenahr, con cui ottiene tre quinti e un quarto posto.
Nel 2005 è stata candidata per il FIFA World Player of the Year, concludendo al 7º posto, a pari merito con la norvegese Solveig Gulbrandsen. Il riconoscimento venne vinto per la terza volta consecutiva da Birgit Prinz, sua ex compagna nelle due squadre di Francoforte e in nazionale.

#### Nazionale
Nel 1992, a 19 anni, debutta in Nazionale maggiore, nella gara di qualificazioni all'Europeo 1993 in Italia in trasferta contro la Jugoslavia del 28 maggio, vinta per 3-0, nella quale gioca per tutti i 90 minuti.
Segna le sue prime reti con la Germania il 5 maggio 1994, nella partita delle qualificazioni all'Europeo 1995 sul campo del Galles, realizzando 2-0 e 3-0 rispettivamente al 16' e 31' in una gara vinta per 12-0.
Non partecipa ad Euro 1993, mentre invece fa parte della squadra per le gare dell'Europeo 1995. Nell'ultima fase del torneo gioca solo l'andata della semifinale contro l'Inghilterra, in trasferta, vinta per 4-1. Le tedesche batteranno nella finale giocata in casa la Svezia per 3-2, laureandosi campionesse d'Europa per la terza volta.
Grazie alla vittoria, la Germania si qualifica per il Mondiale di giugno in Svezia. Minnert viene convocata dal CT Gero Bisanz, che le fa giocare due gare: la sconfitta per 3-2 contro la Svezia nel girone e il successo per 3-0 sull'Inghilterra nei quarti. Le tedesche arrivano in finale, dove vengono sconfitte per 2-0 dalla Norvegia, che vince il suo primo mondiale.
Nel 1996 partecipa alle Olimpiadi di Atlanta, prima edizione in cui erano aperte anche al calcio femminile. Gioca tutte e tre le partite del girone, dove uscirà insieme al Giappone, a favore di Norvegia e Brasile.
L'anno successivo gioca l'Europeo in Norvegia e Svezia, allenata dalla nuova CT Tina Theune, e si riconferma campione, dopo il successo di due anni prima, battendo 2-0 in finale l'Italia. Minnert disputa 4 gare su 5, saltando solo quella del girone con la Danimarca e segna anche un gol, quello dell'1-0 al 23' nell'atto finale del torneo contro le italiane.
Nel 1999, partecipa al Mondiale negli USA, giocando tre delle quattro partite giocate dalla Germania, eliminata ai quarti di finale dagli Stati Uniti padroni di casa, poi campioni del mondo, saltando solo la gara del girone contro l'Italia.
L'anno successivo, alle Olimpiadi di Sydney 2000, vince la medaglia di bronzo, giocando tutte e cinque le gare, perdendo la semifinale contro la Norvegia poi medaglia d'oro, ma vincendo la finalina per il bronzo contro il Brasile.
Nel 2001 vince l'Europeo casalingo, nel quale gioca 4 gare su 5, saltando la finale vinta ai supplementari contro la Svezia grazie al golden goal di Claudia Müller.
Un altro successo arriva nel Mondiale 2003, ancora negli Stati Uniti, dove la Germania vince il suo primo mondiale, Minnert contribuisce giocando tutti e sei i match, tra cui la finale vinta di nuovo contro la Svezia, ancora grazie ad un golden goal, stavolta di Nia Künzer, e segnando due reti: nel successo per 3-0 nel girone contro il Giappone e nel 7-1 ai quarti contro la Russia. Durante il torneo raggiunge il traguardo delle 100 presenze in nazionale, nel 6-1 del girone sull'Argentina del 27 settembre. Viene inserita nell'All-Star Team della competizione.
Ad Atene 2004 ottiene un altro bronzo, il secondo, giocando le tre gare della fase ad eliminazione diretta, tra cui la semifinale persa ai supplementari con gli Stati Uniti poi medaglia d'oro e la finale per il bronzo, un'altra vittoria contro la Svezia.
Nel 2005 vince il suo quarto Europeo, in Inghilterra e gioca tutte le partite, segnando nel 3-0 del girone sulla Francia e battendo la Norvegia in finale.
Nel 2007 arriva anche il bis mondiale, grazie al successo nel torneo cinese, dove è allenata dalla sua ex compagna di nazionale Silvia Neid. Minnert gioca nella gara del girone contro l'Argentina, nei quarti di finale con la Corea del Nord e in semifinale contro la Norvegia. Le tedesche si impongono per 2-0 in finale sul Brasile.
Termina con 147 presenze e 16 reti, che la rendono la settima più presente di sempre con la nazionale tedesca.

### Allenatrice
Nel 2009 è stata per 14 gare allenatrice del Bad Neuenahr, squadra con cui aveva concluso la carriera.

## Palmarès

### Club
- Campionato tedesco: 5

FSV Francoforte: 1994-1995, 1997-1998
1. FFC Francoforte: 2000-2001, 2001-2002, 2002-2003
- Coppa di Germania: 6

FSV Francoforte: 1991-1992, 1994-1995, 1995-1996
1. FFC Francoforte: 2000-2001, 2001-2002, 2002-2003
- UEFA Women's Cup: 1

1. FFC Francoforte: 2001-2002
- Women's United Soccer Association: 1

Washington Freedom: 2003

### Nazionale
- Campionato europeo femminile di calcio: 4

Germania 1995, Norvegia e Svezia 1997, Germania 2001, Inghilterra 2005
- Bronzo olimpico: 2

Sydney 2000, Atene 2004
- Campionato mondiale femminile di calcio: 2

Stati Uniti 2003, Cina 2007

### Individuale
- Inserita nell'All-Star Team del Mondiale femminile: 1

Stati Uniti 2003